# Де Йонг, Тонни
Тонни де Йонг-Кнолл (нидерл. Tonny de Jong-Knoll; род. 17 июля 1974 года,) — конькобежка из Нидерландов. Двукратная чемпионка Европы, 6-кратная призёр чемпионатов мира, 10-кратная чемпионка Нидерландов, участница трёх Зимних Олимпийских игр.

## Биография
Тонни де Йонг родилась в небольшой деревне Схарстербрюг, но выросла в деревне Лангезвааге, где и начала кататься на коньках в средней школе, подражая своей подруге. Сначала она занималась шорт-треком, а в возрасте 12 лет её заметила Сийтье ван дер Ленде, в то время региональный тренер во Фрисландии. После отбора во фризском отборе Тонни перешла на лонг-трек. Выступала за клуб "Hardrijders Club".
С 1989 года стала выступать в Кубке викингов на юниорском уровне, а с 1993 года принимала участие на чемпионатах мира среди юниоров. В 1994 году впервые стала серебряным призёром чемпионата Нидерландов на дистанциях 1500 и 5000 м и дебютировала на чемпионате Европы с 8-м местом в многоборье и на чемпионате мира в Бьютте с 12-м местом в сумме многоборья. На дебютных зимних Олимпийских играх в Лиллехамере участвовала на трёх дистанциях, став 10-й на 1500 м, 11-й на 3000 и 5000 м.
В 1995 году стала бронзовым призёром в многоборье на чемпионате Европы в Херенвене и 10-й на чемпионате мира в Савалене. Через год стала чемпионкой Нидерландов в забегах на 3000 и 5000 м, заняла 4-е место на чемпионате Европы, 5-е место на чемпионате мира в Инцелле в многоборье и 4-е лучшее место на дистанции 5000 м на индивидуальном чемпионате мира в Хамаре.
В 1997 году Тонни де Йонг стала новатором в конькобежном спорте, впервые применив коньки с отрывным лезвием (клапы), это позволило ей выиграть  многоборье на чемпионате Нидерландов, чемпионате Европы в Херенвене и стать третьей на чемпионате мира в классическом многоборье в Нагано. Она также выиграла общий зачёт Кубка мира сезона 1996/97 на дистанции 3000 м и стала 2-й на 1500 м.
В январе 1998 года Тонни стала 7-й в многоборье на чемпионате Европы в Хельсинки, а в феврале на зимних Олимпийских играх в Нагано не завоевала медалей, лучшим результатом стало 5-е место на 5000 м, заняла 16-е место в забеге на 3000 м и 18-е на 1500 м. Следом на чемпионате мира в классическом многоборье в Херенвене заняла 4-е место.
В 1999 году вновь выиграла чемпионате Европы в Херенвене и стала бронзовым призёром чемпионата мира в Хамаре и на индивидуальном чемпионате мира в Херенвене в забегах на 1500 и 5000 м, а также выиграла серебро на 3000 м. В 2000 году стала третьей на чемпионате мира в Херенвене на дистанции 5000 м.
В 2002 году заняла 4-е место на чемпионате Европы в Эрфурте, а на зимних Олимпийских играх в Солт-Лейк-Сити заняла 5-е место в забеге на 3000 м и стала 7-й на дистанциях 1500 и 5000 м. В марте заняла 7-е место в сумме многоборья на чемпионате мира в Херенвене и в апреле завершила спортивную карьеру.

## Личная жизнь
Тонни де Йонг после спорта с другом открыли бизнес по строительству домов в Канаде. Она стала агентом по недвижимости и дизайнером интерьеров, а также была личным тренером и в течение двух лет тренировала юношескую команду на Олимпийском овале. Ей нравится заниматься творчеством, любит рисовать и рукоделие. 26 апреля 2003 году она вышла замуж за канадского конькобежца Марка Кнолла в Херенвене. Живёт со своим мужем и тремя детьми Райдером (2005), Нико (2007) и Джаспером (2009) в Калгари с 1999 года. Они любят ходить в походы всей семьей, и кататься на беговых лыжах. В 2015 году участвовала в реалити-шоу "Expedition Poolcirkel" в походе по Исландии.

## Награды
- 1997 год - названа спортсменкой года в Нидерландах[7]